# Desorbimento laser
In spettrometria di massa il desorbimento laser è una tecnica di ionizzazione per desorbimento.
 
Si tratta di una tecnica di ionizzazione soft che produce poca frammentazione. Comunemente si indica con LD, dalla terminologia in lingua inglese laser desorption.

## Meccanismo
Il campione viene ionizzato con l'impiego di un raggio laser, i più usati sono i laser ad anidride carbonica e i laser Nd:YAG. Trattandosi di una tecnica pulsata viene accoppiata con analizzatori a tempo di volo o a trasformata di Fourier. Il campione può essere messo in una matrice di supporto o no; nel primo caso si tratta della tecnica MALDI.